# Tiểu Cần (huyện)
Tiểu Cần là một huyện cũ nằm ở phía tây tỉnh Trà Vinh cũ, Việt Nam.

## Địa lý
Huyện Tiểu Cần nằm về phía tây của tỉnh Trà Vinh thuộc tả ngạn sông Hậu, có vị trí địa lý:
- Phía đông giáp huyện Châu Thành
- Phía tây giáp huyện Cầu Kè
- Phía nam giáp huyện Trà Cú và huyện Cù Lao Dung, tỉnh Sóc Trăng ranh giới qua Sông Hậu.
- Phía bắc giáp huyện Càng Long.

### Điều kiện tự nhiên
Địa hình: Tiểu Cần có địa hình tương đối bằng phẳng, ngoài những giồng cát có địa hình cao đặc trưng trên 1,6m và khu vực ven sông Hậu, sông Cần Chông cao 1,0m, còn lại phần lớn diện tích đất trong huyện có cao trình bình quân phổ biến từ 0,4 – 1,0m. Địa hình có hướng thấp dần về phía Đông. Độ cao từ 0,8 – 1,0m, tập trung ở một số ấp, khóm của các xã: Tân Hòa, Long Thới, Hiếu Tử, Phú Cần và các thị trấn Cầu Quan, Tiểu Cần. Độ cao từ 0,6 – 0,8m, tập trung ở một số ấp Hiếu Tử, Hiếu Trung, Phú Cần, Long Thới và rải rác ở một số ấp của các xã Tập Ngãi, Ngãi Hùng và Hùng Hòa. Độ cao từ 0,4 – 0,6m, tập trung ở xã Tập Ngãi, Ngãi Hùng, Hiếu trung và Phú Cần. Ngoài ra, có một số khu vực trũng cục bộ do cao trình thấp hơn 0,2m rải rác ở Te Te, ông Rùm I và II (Hùng Hoà), cây Ổi, xóm Chòi (Tập Ngãi), cây Gòn (Hiếu Trung),... nhưng diện tích không đáng kể. Đất đai Tiểu Cần bao gồm hai nhóm chính là: đất giồng cát và đất phù sa. Trong đó, đất giồng cát có 387,7 ha, chiếm 1,85% diện tích đất tự nhiên; đất phù sa có 17.799,30 ha, chiếm 83,85% diện tích đất tự nhiên; đất phù sa chưa phát triển 286,5 ha, chiếm 1,45% diện tích đất tự nhiên.
Khí hậu: Huyện Tiểu Cần chia làm hai mùa rõ rệt: mùa khô từ tháng 11 năm trước đến tháng 3 năm sau và mùa mưa là những tháng còn lại.
Sông ngòi: Huyện nằm gần sông hậu nên có nguồn nước tưới dồi dào phục vụ sản xuất nông nghiệp, nuôi thủy sản và các ngành nghề khác. Sông Hậu đoạn chảy qua địa bàn huyện Tiểu Cần rất rộng và sâu, sông rộng lớn thoát nước nhanh, trữ nước nhiều, khả năng cung cấp nước cho đồng ruộng rất dồi dào. Tuy nhiên, vào tháng 4 – 5 nguồn nước lại bị nhiễm mặn dao động từ 1,5 – 4‰ có năm cao nhất lên đến 14‰ tại Cầu Quan. Ngoài sông Hậu, trên địa bàn huyện còn có nhiều sông rạch khác, tạo thành mạng lưới chằng chịt, phân bổ khắp nơi:
- Sông Cần Chông – Rạch Lợp – Kênh Thống Nhất: Là sông chính chạy ngang qua giữa huyện, bắt nguồn trực tiếp từ sông Hậu qua kênh Thống Nhất với chiều dài 32 km, đây là sông cung cấp và tiêu nước chính của huyện, đồng thời là trục giao thông quan trọng của huyện.
- Rạch Tiểu Cần: Nối thông sông Cần Chông với kênh Trà Ngoa dài hơn 12 km, chịu ảnh hưởng kênh Mỹ Văn ở đoạn trên và sông Cần Chông ở đoạn dưới
- Kênh Mỹ Văn – 19/5: Là kênh liên huyện Cầu Kè – Tiểu Cần – Càng Long, đoạn qua huyện ở xã Hiếu Tử và Hiếu Tử thông qua rạch Trà Ếch ra Ba Si.
- Rạch Trà Mềm: Bắt nguồn từ Rạch Lợp là rạch tự nhiên nối với rạch Trà Kép xuống Trà Cú, uốn khúc rộng và sâu ở cửa, hẹp và cạn rất nhanh khi gần đến ranh giới Trà Cú
- Rạch Dung bắt nguồn từ Cần Chông, nối với rạch Trà Mân – Mù U huyện Trà Cú.
- Rạch Cao Một bắt nguồn từ Cần Chông dài 3 km phân làm hai nhánh nhỏ trong nội đồng.
- Rạch Đại Sư bắt nguồn từ Cần Chông phân làm hai nhánh là rạch Bà Bèo và Ông Xây.
- Ngoài các trục chính trên, còn các kênh rạch như: rạch Trẹm, kênh Bắc Trang, kênh Te Te, kênh Trinh Phụ, Kênh Cầu Tre và Kênh Ô Đùng.

## Hành chính
Huyện Tiểu Cần có 11 đơn vị hành chính cấp xã trực thuộc, bao gồm 2 thị trấn: Tiểu Cần (huyện lỵ), Cầu Quan và 9 xã: Hiếu Trung, Hiếu Tử, Hùng Hòa, Long Thới, Ngãi Hùng, Phú Cần, Tân Hòa, Tân Hùng, Tập Ngãi.
| \| Tên \| Diện tích năm 2022 (km²) \| Dân số năm 2022 (người) \| Mật độ (người/km²) \| \| ------------ \| ------------------------ \| ----------------------- \| ------------------ \| \| Thị trấn (2) \| \| \| \| \| Tiểu Cần \| 4,06 \| 6.820 \| 1.679 \| \| Cầu Quan \| 5,40 \| 8.172 \| 1.513 \| \| Xã (9) \| \| \| \| \| Hiếu Trung \| 22,05 \| 10.729 \| 486 \| \| Hiếu Tử \| 26,38 \| 12.056 \| 457 \| \| Hùng Hòa \| 18,47 \| 6.859 \| 371 \| \| Long Thới \| 27,32 \| 11.834 \| 433 \| \| Ngãi Hùng \| 19,03 \| 6.753 \| 354 \| \| Phú Cần \| 23,63 \| 11.560 \| 489 \| \| Tân Hòa \| 28,49 \| 10.995 \| 385 \| \| Tân Hùng \| 20,01 \| 9.648 \| 482 \| \| Tập Ngãi \| 32,39 \| 13.020 \| 401 \| \| Toàn huyện \| 227,22 \| 108.446 \| 477 \| |                          |                         |                    |
| Thuyết minh tổng hợp: Đồ án quy hoạch chung đô thị Tiểu Cần, tỉnh Trà Vinh đến năm 2040 (định hướng thành lập thị xã trực thuộc tỉnh) |                          |                         |                    |
| Tên | Diện tích năm 2022 (km²) | Dân số năm 2022 (người) | Mật độ (người/km²) |
| Thị trấn (2) |                          |                         |                    |
| Tiểu Cần | 4,06                     | 6.820                   | 1.679              |
| Cầu Quan | 5,40                     | 8.172                   | 1.513              |
| Xã (9) |                          |                         |                    |
| Hiếu Trung | 22,05                    | 10.729                  | 486                |
| Hiếu Tử | 26,38                    | 12.056                  | 457                |
| Hùng Hòa | 18,47                    | 6.859                   | 371                |
| Long Thới | 27,32                    | 11.834                  | 433                |
| Ngãi Hùng | 19,03                    | 6.753                   | 354                |
| Phú Cần | 23,63                    | 11.560                  | 489                |
| Tân Hòa | 28,49                    | 10.995                  | 385                |
| Tân Hùng | 20,01                    | 9.648                   | 482                |
| Tập Ngãi | 32,39                    | 13.020                  | 401                |
| Toàn huyện | 227,22                   | 108.446                 | 477                |

## Lịch sử

### Tên gọi
Tiếng Khmer gọi Tiểu Cần là កញ្ចោង / Kânhchaông / hoặc [kɑɲcaoŋ], có nghĩa là cái bành (kiệu) voi của vua quan. Tiểu Cần viết bằng chữ Hán là 小芹 (Xiǎo Qín).
Theo trang thông tin điện tử của huyện Tiểu Cần có ghi nguồn gốc tên huyện như sau: Những chuyện kể dân gian đến nay vẫn còn lưu truyền mãi, nói về nguồn gốc ra đời tên gọi Tiểu Cần. Trong những chuyện dân gian ấy có chuyện kể rằng: đã lâu lắm rồi – vào cái thời mà vùng đất này còn rất hoang vu, có một con rạch chảy qua, con rạch này có tên gọi "Kal Chon" tiếng Khmer, tiếng Việt biến âm thành "Cần Chông" và về sau vùng đất có con rạch chảy qua này được gọi là "Xẻo Cần Chông". Rồi "Tiểu Cần Chông" và rút gọn lại còn "Tiểu Cần". Thế rồi con rạch này được gọi là "Xẻo Cần Chông" và miền đất có con rạch chảy qua được gọi là "Miệt xẻo Cần Chông". Thời gian trôi đi, miệt xẻo Cần Chông được gọi là "Miệt Tiểu Cần".

### Lịch sử
Địa danh Tiểu Cần xuất hiện trong thời kỳ đầu khai phá miền đất này. Thời đó, "Miệt xẻo Cần Chông" là cách gọi dân gian, chỉ một vùng đất có một xẻo băng qua mà trên xẻo đó, cư dân thường bắt cá, tôm bằng một loại ngư cụ được người Việt gọi là "Vó" và người Khmer gọi là "Cần Chông".
Theo cách gọi dân gian Nam bộ, thì "xẻo" có nghĩa là rạch nước tự nhiên, chảy ra một dòng sông lớn (MêKông), phân biệt với "Ô" để chỉ bào nước hoặc đường nước nhỏ hơn, chỉ chảy ở nội đồng, không trực tiếp đổ ra sông lớn, do vậy mà có tên "xẻo Cần Chông", rồi "xẻo Cần Chông" được biến âm thành "Tiểu Cần Chông", sau đó rút gọn chỉ còn "Tiểu Cần". Như vậy, địa danh "Tiểu Cần" không chỉ là kết quả của quá trình biến âm và rút gọn âm tiết theo quy luật của ngôn ngữ, là kết quả của một quá trình tiếp xúc giao lưu văn hóa trong thời kỳ đầu chung sống của các tộc người Việt, Hoa, Khmer định cư trên vùng đất này.
Cũng theo cách gọi dân gian, trước thế kỷ XIX, vùng đất Tiểu Cần nằm trên địa phận Vang Tứ của xứ Trà Vang. Tới đầu thế kỷ XIX, theo sự sắp xếp tổ chức hành chính của triều đình nhà Nguyễn thì vùng đất Tiểu Cần nằm trên địa phận huyện Tuân Ngãi thuộc phủ Lạc Hóa, trực thuộc Gia Định thành. Từ giữa thế kỷ XIX, vùng đất Tiểu Cần nằm trên địa phận tổng Ngãi Long và tổng Thạnh Trị thuộc huyện Tuân Ngãi, phủ Lạc Hóa, tỉnh Vĩnh Long. Tuy vậy tổng Ngãi Long hay tổng Thạnh Trị chỉ là tên gọi hành chính theo sự phân định của chính quyền phong kiến đương thời, còn "Tiểu Cần" vẫn cứ là tên gọi dân gian, sống mãi trong lòng dân. Từ năm 1867, thực dân Pháp đặt ách thống trị ở đây, vùng đất Tiểu Cần vẫn nằm trên một phần đất thuộc hai tổng Ngãi Long và Thạnh Trị nhưng thuộc về Sở tham biện Bắc Trang (Inspection Bactrang). Từ giữa năm 1871, Sở tham biện Bắc Trang được sáp nhập vào Sở tham biện Trà Vinh, vùng đất này lại thuộc vào Sở tham biện Trà Vinh.
Từ đầu thế kỷ XX tỉnh Trà Vinh được thành lập (Province de Trà Vinh), vùng đất Tiểu Cần nằm trên phần đất thuộc về địa lý hành chính Bắc Trang (delégation administrative de Bắc Trang) và địa lý hành chính Càng Long (delégation administrative de Càng Long) của tỉnh Trà Vinh. Từ năm 1917, thực dân Pháp chính thức chuyển đổi cấp địa lý hành chính thành cấp quận, vùng đất Tiểu Cần nằm trên một phần đất thuộc quận Bắc Trang (District de Bắc Trang) và quận Càng Long (District de Càng Long).
Thực dân Pháp tiếp tục sắp xếp và điều chỉnh các đơn vị hành chính cấp quận ở tỉnh Trà Vinh, quận Tiểu Cần được thành lập (District de Tiểu Cần) từ ngày 1 tháng 1 năm 1928, thuộc tỉnh Trà Vinh, gồm có 2 tổng: Ngãi Long với 4 làng, Thạch Hoà Trung với 3 làng; và 8 xã: Đại Mong, Đại Cần, Quảng Dã, Tập Ngãi, Tiểu Cần, Trinh Phụ, Hiếu Tử, Long Định. Quận lỵ nằm trên địa bàn xã Tiểu Cần thuộc tổng Ngãi Long.
Ngày 17 tháng 8 năm 1951, quận Tiểu Cần bị giải thể, nhập địa bàn vào quận Càng Long. Sau năm 1956, quận Tiểu Cần được tái lập thuộc tỉnh Vĩnh Bình.
Sau ngày 30 tháng 4 năm 1975, Tiểu Cần là huyện của tỉnh Cửu Long, gồm 6 xã: Hiếu Tử, Hùng Hòa, Long Thới, Tân Hòa, Tập Ngãi, Tiểu Cần.
Tháng 2 năm 1976, Chính phủ Cách mạng lâm thời Cộng hòa Miền Nam Việt Nam ban hành Nghị định về việc giải thể khu, hợp nhất tỉnh ở miền Nam Việt Nam bằng sự sáp nhập tỉnh Vĩnh Long và tỉnh Vĩnh Bình thành tỉnh Cửu Long.
Ngày 11 tháng 3 năm 1977, Hội đồng Chính phủ ban hành Quyết định số 59-CP về việc giải thể huyện Tiểu Cần sáp nhập vào các địa bàn:
- Sáp nhập xã Long Thới và xã Tiểu Cần vào huyện Cầu Kè
- Sáp nhập xã Hiếu Tử vào huyện Càn Long
- Sáp nhập 3 xã: Tập Ngãi, Hùng Hòa và Tân Hòa vào huyện Trà Cú.

Ngày 15 tháng 9 năm 1981, Hội đồng Bộ trưởng Quyết định số 69-HĐBT về việc chia xã Tập Ngãi thành xã Tập Ngãi và xã Ngãi Hùng thuộc huyện Trà Cú.
Ngày 29 tháng 9 năm 1981, Hội đồng Bộ trưởng Việt Nam ban hành Quyết định số 98-HĐBT về việc thành lập huyện Tiểu Cần trên cơ sở tách 4 xã: Tân Hoà, Hùng Hoà, Tập Ngãi, Ngãi Hùng của huyện Trà Cú; 2 xã: Tiểu Cần, Long Thới của huyện Cầu Kè và xã Hiếu Tử của huyện Càng Long.
Huyện Tiểu Cần gồm có 7 xã: Hiếu Tử, Hùng Hòa, Long Thới, Ngãi Hùng, Tân Hòa, Tập Ngãi, Tiểu Cần (trụ sở huyện).
Ngày 26 tháng 12 năm 1991, Quốc hội ban hành Nghị quyết về việc chia tỉnh Cửu Long tỉnh Vĩnh Long và tỉnh Trà Vinh, huyện Tiểu Cần thuộc tỉnh Trà Vinh.
Ngày 29 tháng 8 năm 1994, Chính phủ ban hành Nghị định số 99-CP về việc:
- Thành lập thị trấn Tiểu Cần (thị trấn huyện lỵ của huyện Tiểu Cần) trên cơ sở điều chỉnh một phần diện tích và dân số của xã Tiểu Cần.
- Đổi tên phần còn lại của xã Tiểu Cần thành xã Phú Cần.

Ngày 7 tháng 10 năm 1995, Chính phủ ban hành Nghị định số 62-CP về việc thành lập thị trấn Cầu Quan trên cơ sở điều chỉnh một phần diện tích và dân số của xã Long Thới.
Ngày 3 tháng 10 năm 1996, Chính phủ ban hành Nghị định số 57-CP về việc thành lập xã Hiếu Trung trên cơ sở điều chỉnh một phần diện tích và dân số của xã Hiếu Tử.
Ngày 2 tháng 3 năm 1998, Chính phủ ban hành Nghị định số 13/1998/NĐ-CP về việc thành lập xã Tân Hùng trên cơ sở 1.890,89 ha diện tích tự nhiên và 8.374 nhân khẩu của xã Hùng Hoà.
Từ đó, huyện Tiểu Cần có 2 thị trấn và 9 xã như hiện nay.
Ngày 2 tháng 10 năm 2020, Bộ Xây dựng ban hành Quyết định số 1298/QĐ-BXD về việc công nhận thị trấn Tiểu Cần mở rộng (gồm thị trấn Tiểu Cần và một phần các xã Hiếu Tử, Phú Cần, Tân Hòa, Tân Hùng) là đô thị loại IV.
Ngày 31 tháng 12 năm 2024, Bộ Xây dựng ban hành Quyết định số 1333/QĐ-BXD về việc công nhận khu vực dự kiến thành lập thị xã Tiểu Cần, tỉnh Trà Vinh đạt tiêu chí đô thị loại IV.

## Kinh tế - xã hội

### Kinh tế
Tiểu Cần là huyện thuần nông, kinh tế chủ yếu là nông nghiệp. Các ngành công nghiệp - xây dựng và thương mại - dịch vụ đang phát triển, tuy nhiên tốc độ còn chậm. Trong nội bộ ngành nông nghiệp, trồng trọt vẫn chiếm vai trò chủ đạo, nuôi trồng thủy sản đang phát triển dự trên nguồn lợi từ sông Hậu.
Theo thông tin từ Trang tin huyện Tiểu Cần, năm 2007, hoạt động kinh tế của huyện đạt được một số kết quả như sau:
- Nông nghiệp: tổng diện tích gieo trồng được 43.199 ha, sản lượng đạt 180.872 tấn; trong đó: cây lúa gieo xạ được 38.439 ha, cây màu gieo trồng được 12.872 ha, còn lại là các loại cây công nghiệp ngắn ngày và dài ngày. Đàn heo của huyện có 81.120 con, đàn bò có số lượng 15.634 con, đàn trâu có 117 con trâu, đàn gia cầm có số lượng 580.000. Tính đến cuối năm 2007, toàn huyện có diện tích nuôi trồng thủy sản là 1.193,83 ha cá tôm các loại, với sản lượng thu hoạch đạt 15.285 tấn tôm, cá.
- Công nghiệp - Xây dựng: toàn huyện có 651 cơ sở sản xuất. Giá trị sản xuất thực hiện đạt 188,700 tỷ đồng. Trong năm, huyện đã thu hút được một số doanh nghiệp lớn đến đầu tư như: Công ty TNHH giày da Mỹ Phong của Đài Loan, Công ty Trà Bắc...Nhìn chung, tuy có khó khăn về giá nguyên vật liệu và đầu ra của sản phẩm, nhưng giá trị sản xuất thực hiện vượt kế hoạch, sản xuất công nghiệp - tiểu thủ công nghiệp tiếp tục phát triển, nhiều sản phẩm mới hình thành như: giày da, thức ăn gia súc,... chế biến các sản phẩm từ cây dừa có cao trong cơ cấu giá trị sản xuất công nghiệp; nhiều sản phẩm khác đạt mức tăng trưởng khá như: chế biến thực phẩm, xay xát lương thực,...
- Thương mại – Dịch vụ: giá trị cả năm đạt khoảng 350.5 tỷ đồng, tăng 14,54% so với năm trước. Trong năm, huyện đã đưa vào sử dụng một số chợ tại các địa phương như: xã Hiếu Trung, xã Hùng Hoà, xã Tân Hoà; đã xây dựng mới và nâng cấp các chợ: xã Ngãi Hùng, mở rộng sân chợ xã Tân Hùng, ấp Lò Ngò (Hiếu Tử), ấp Cây Ổi (xã Tập Ngãi), xây dựng mới chợ xã Long Thới, nâng cấp sửa chữa chợ Tiểu Cần,... Đặc biệt ở các khu vực có hoạt động sản xuất công nghiệp mới hình thành đã phát triển thêm một số hộ dịch vụ. Trong năm, huyện cũng đã cấp giấy phép đăng ký kinh doanh cho 143 cơ sở, nâng tổng số có 1.079 hộ, với tổng vốn đầu tư trên 35,056 tỷ đồng.

Năm 2009, kinh tế huyện có bước phát triển tích cực trên tất cả các lĩnh vực:
- Nông nghiệp: cùng với việc ứng dụng cơ giới hoá, các tiến bộ khoa học kỹ thuật, thay đổi cơ cấu giống mới trong sản xuất làm tăng năng suất và chất lượng sản phẩm; ngăn chặn được sự gây hại của rầy nâu, bệnh vàng lùn, lùn xoắn lá trên lúa. Nhờ đó đã góp phần nâng tổng sản lượng lúa thương phẩm của huyện trong năm lên hơn 202.390 tấn, vượt 1,47% so với chỉ tiêu. Riêng phong trào đưa cây màu xuống chân ruộng cũng được bà con quan tâm mở rộng diện tích từ 3.200 ha năm 2008 lên 3.770 ha năm 2009. Lĩnh vực nuôi thủy sản nước ngọt cũng có chiều hướng phát triển bền vững hơn. Tuy, diện tích thả nuôi thủy sản chỉ đạt khoảng 1.020 ha mặt nước ao hồ nhưng sản lượng tôm, cá thương phẩm sau thu hoạch đạt hơn 18.050 tấn. Trong đó có hơn 3.760 tấn cá tra xuất khẩu. Nhiều mô hình mới mang lại hiệu quả cao như: mô hình nuôi lươn; nuôi ba ba, cá lóc đồng, tôm càng xanh toàn đực của nhiều hộ dân ở các xã Tập Ngãi, Ngãi Hùng, Phú Cần và thị trấn Tiểu Cần.
- Công nghiệp - Xây dựng: Tổng giá trị sản xuất công nghiệp, tiểu thủ công nghiệp trên địa bàn huyện Tiểu Cần trong năm 2009 đạt hơn 301 tỷ đồng, vượt 18,71% so với cùng kỳ năm 2008. Các sản phẩm có doanh thu tăng mạnh nhất là: sản xuất giày da, nước đá, nước lọc tinh khiết; chế biến thức ăn gia súc, thức ăn thủy sản; sơ chế thủy sản thương phẩm,....
- Thương mại - Dịch vụ: giá trị khoảng 605 tỷ đồng, tăng khoảng 19% so với năm 2008.

### Xã hội
Cùng với các thành tựu kinh tế, năm 2007, Tiểu Cần cũng tập trung các nguồn vốn đầu tư xây dựng hạ tầng xã hội với tổng số vốn khoảng 104 tỷ đồng. Các công trình được huyện đầu tư xây dựng như: sân đường, hệ thống thoát nước, nhà làm việc khối vận; trạm y tế Phú Cần; sân đường trạm y tế Hiếu Tử; nâng cấp sửa chữa bệnh viện huyện; xây dựng 03 phòng học và nhà vệ sinh Trường Tiểu học (Hiếu Tử A và Hiếu Tử C); xây dựng 10 phòng học xã Long Thới; 02 phòng học Trường Mẫu giáo xã Tân Hoà; xây dựng 03 phòng học và nhà vệ sinh Trường Tiểu học xã Ngãi Hùng; xây dựng Trụ sở Nhà làm việc Đảng ủy xã Hiếu Tử; Trụ sở làm việc công an, quân sự xã Hiếu Tử và xã Tân Hùng; xây dựng Đài truyền thanh huyện; khởi công xây dựng 10 phòng học Trung tâm giáo dục thường xuyên,... và nhiều công trình phúc lợi xã hội khác.
Năm 2009, huyện đã tranh thủ được nhiều nguồn vốn đầu tư xây dựng, nâng cấp được 75 công trình cầu, đường giao thông với chiều dài hơn 49.400 m. Trong đó, có 03 cầu vĩnh cửu trên quốc lộ 60; quốc lộ 54 cùng với 11 công trình lộ tải láng nhựa liên xã, liên khu dân cư dài hơn 36 km đã góp phần đánh thức được tiềm năng kinh tế ở nhiều địa phương. Riêng mạng lưới trường học, trạm y tế, điện, nước sinh hoạt, chợ nông thôn cũng được quan tâm đầu tư xây dựng kịp thời theo nhu cầu phát triển của xã hội và nguyện vọng của nhân dân. Ước tính tổng nguồn vốn đầu tư xây dựng cơ sở hạ tầng trên địa bàn huyện Tiểu Cần trong năm 2009 đạt hơn 475 tỷ đồng, tăng 33,5% so với cùng kỳ năm trước.

## Dân số
Năm 2018, huyện có dân số 107.789 người.
Ngày 1/4/2019, huyện có diện tích 227,22 km², dân số là 107.846 người, mật độ dân số đạt 475 người/km².
Năm 2020, huyện có dân số 107.905 người.
Năm 2021, huyện có dân số 108.175 người.
Năm 2022, huyện có diện tích 227,22 km², dân số 108.446 người, mật độ dân số đạt người/km².
Huyện Tiểu Cần có diện tích 227,22 km², quy mô dân số quy đổi năm 2023 là 133.721 người, mật độ dân số đạt 588 người/km².

## Giao thông
Hệ thống giao thông trên địa bàn huyện hiện nay bao gồm:
- Đường bộ: Tổng chiều dài các tuyến đường bộ trong huyện là 346,157 km, bao gồm: 34 km đường quốc lộ (quốc lộ 54 và 60), 9 km đường Tỉnh lộ, 25,97 km đường hương lộ, 274,23 km đường đal liên xã, ấp và đang thi công 2,957 km đường tránh quốc lộ 60.
- Đường thủy: hệ thống kênh rạch của huyện Tiểu Cần chằng chịt, rất thuận lợi cho việc vận chuyển hàng hóa và vận chuyển hành khách nội huyện cũng như với bên ngoài. Sông cặp sông Hậu chạy dài đến An Quảng Hữu trên dưới 15 km có thể lưu thông hàng hóa được từ 1.000 tấn trở lên, sông Cần Chông dài 18 km có thể lưu thông hàng hóa khoảng 500 tấn, đồng thời huyện đang xây dựng phà Cầu Quan (Tiểu Cần) – Đại Ngãi (Sóc Trăng) thuộc quốc lộ 60.

## Hình ảnh

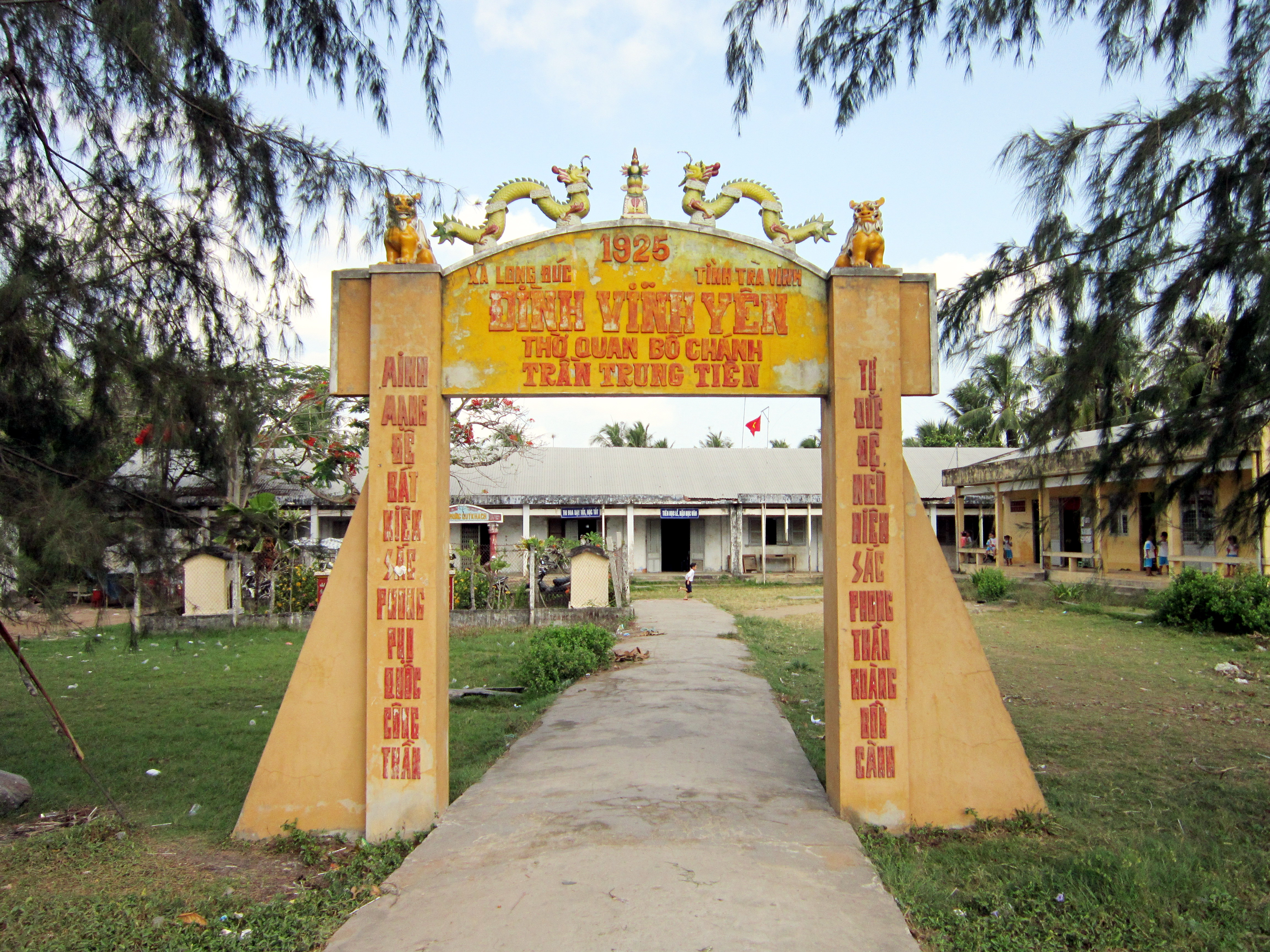
Cổng đình Vĩnh Yên thờ Trần Tuyên ở xã Hiếu Tử, huyện Tiểu Cần
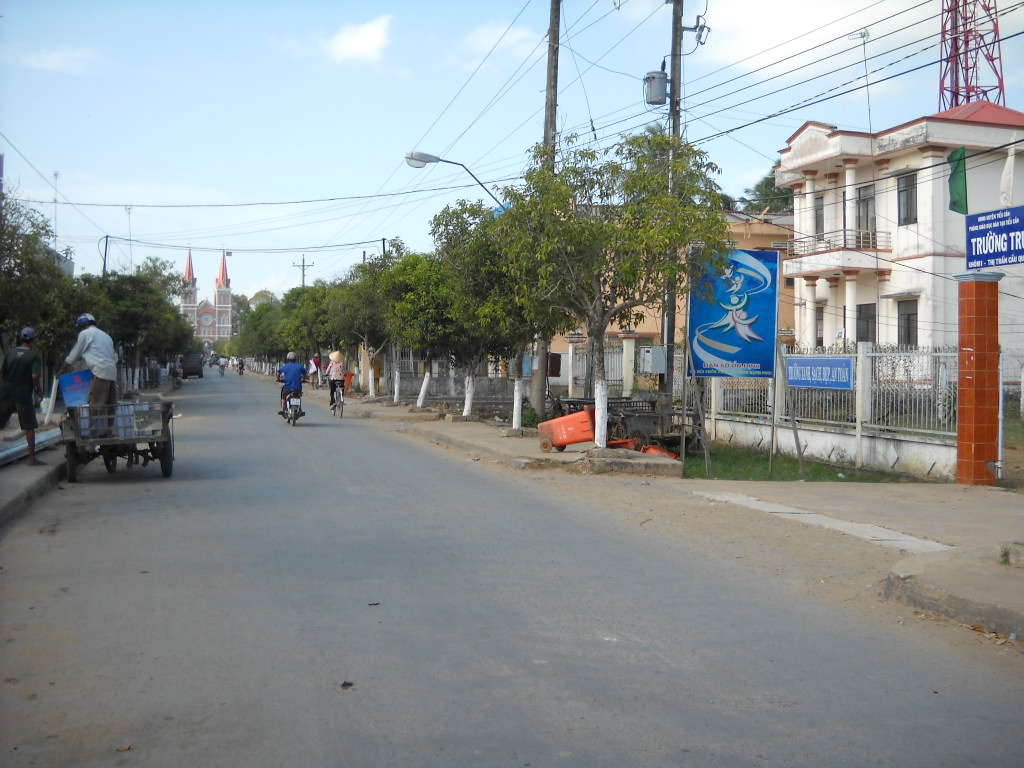
Thị trấn Cầu Quan, Tiểu Cần.
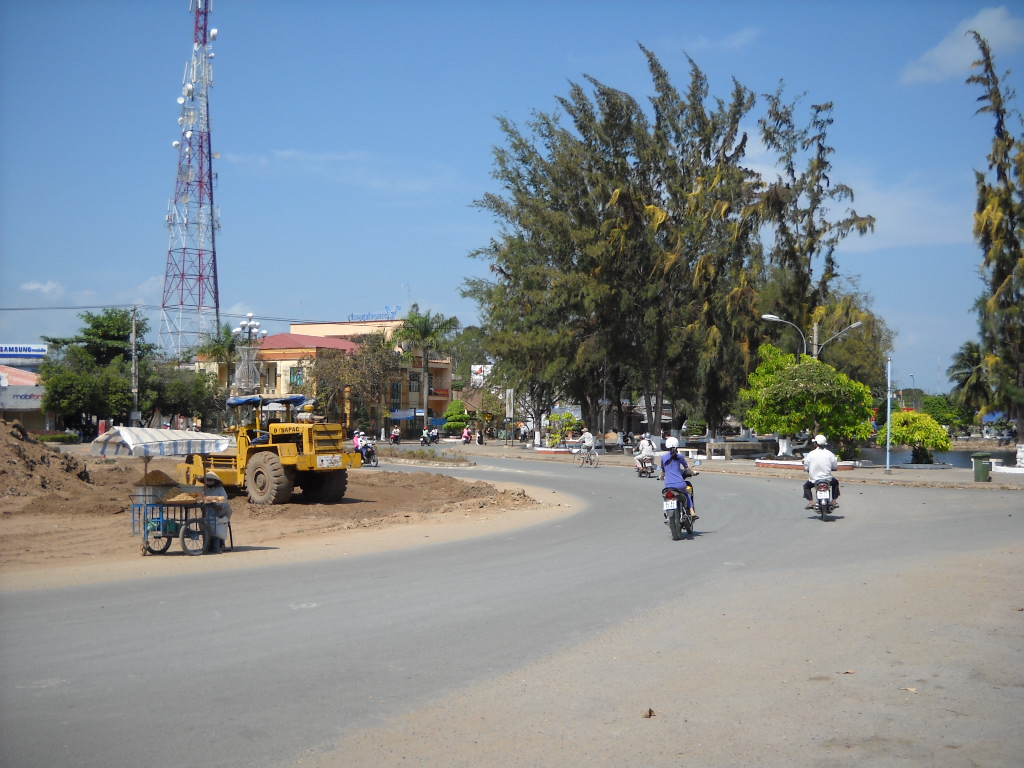
Thị trấn Tiểu Cần, huyện Tiểu Cần